# Brassband
Ett brassband (av engelskans brass för ’mässing’) eller en bleckblåsorkester  är en blåsorkester med enbart bleckblås- (av tyskans bleck för ’plåt’) och slagverksinstrument.

## Besättning

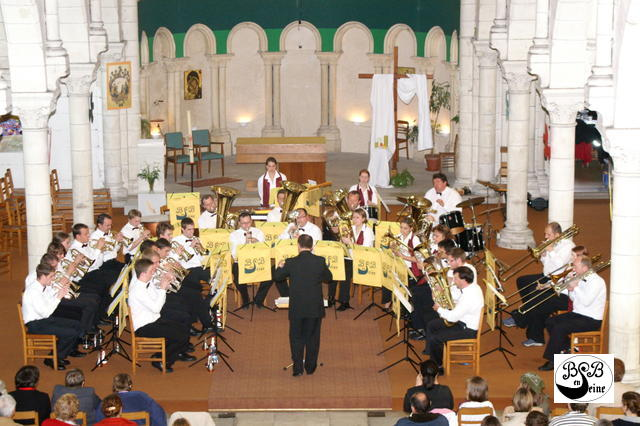
Franskt brassband i typisk brassbanduppsättning.

En typisk bleckblåsorkester av den typ som förekommer bland annat i Frälsningsarmén och på ett flertal bruks-, gruv- (såsom i filmen Brassed Off) med flera orter i England består av:
- en soprankornett (esskornett)
- ett antal b-kornetter (ofta nio) fördelade på stämmorna:
  - solokornett (fyra, varav en principal/stämledare)
  - 1:a kornett (oftast kallad repianokornett) (en)
  - 2:a kornett (två)
  - 3:e kornett (två)
- ett antal althorn (ofta tre) fördelade på stämmorna:
  - solohorn
  - 1:a horn
  - 2:a horn
- ett flygelhorn
- ett antal barytoner (barytonhorn, ofta två) fördelade på stämmorna:
  - 1:a baryton
  - 2:a baryton
- eufonium (ofta två)
- tenortromboner (ofta två) fördelade på stämmorna:
  - 1:a trombon
  - 2:a trombon
- en bastrombon
- ess- och b-basar (ofta fyra, två av vardera) – bastubor
- slagverk (ofta tre)

En fulltalig bleckblåsorkester består av 28 personer.

## Tävlingar
Det är vanligt med tävlingar mellan bleckblåsorkestrar. I Storbritannien finns ett flertal tävlingar på regional och nationell nivå. I Sverige genomförs tävlingar årligen i samband med Svenska brassbandfestivalen där Sveriges representant till EM i brassband utses. År 2018 vanns brassbandfestivalens elitdivision av Göta Brass Band.